# Heteropygas ziczac
Heteropygas ziczac är en fjärilsart som beskrevs av Felder 1874. Heteropygas ziczac ingår i släktet Heteropygas och familjen nattflyn. Inga underarter finns listade i Catalogue of Life.